# Cryptomeigenia simplex
Cryptomeigenia simplex là một loài ruồi trong họ Tachinidae.